# 伯內特 (明尼蘇達州)
伯內特（英語：Burnett）是位於美國明尼蘇達州聖路易斯縣因達斯特里阿爾鎮區的一個非建制地區。

## 歷史
伯內特的郵局於1896年成立，其後於1982年停運。此地得名自一名鐵路公司老闆。

## 地理
伯內特所處的海拔為高於海平面463米（即1519英呎），而該地所採用的時區為UTC-6，即北美中部時區（CST）。同時該地設有夏令時間，為UTC-6調快一小時，即UTC-5（CDT）。